# 龍岡站 (慶尚南道)
龙冈站（：／ Yonggang yeok */?）是位于韩国庆尚南道昌原市義昌區东邑金海大路的一座鐵路站，属于庆全线和德山线。

## 历史
- 2011年5月18日 - 落成使用[1]。

## 相鄰車站
韓國鐵道公社
慶全線
昌原中央－龍岡－昌原
德山線
昌原－龍岡－德山